# Жинкре
Жинкре (фр. Gincrey) насеље је и општина у североисточној Француској у региону Лорена, у департману Меза која припада префектури Верден.
По подацима из 2011. године у општини је живело 62 становника, а густина насељености је износила 6,4 становника/km². Општина се простире на површини од 9,69 km². Налази се на средњој надморској висини од 217 метара (максималној 233 m, а минималној 209 m).

## Демографија
| 1962. | 1968. | 1975. | 1982. | 1990. | 1999. | 2011. |
| ----- | ----- | ----- | ----- | ----- | ----- | ----- |
| 75    | 80    | 72    | 73    | 70    | 65    | 62    |

График промене броја становника у току последњих година